# フレシェ空間
数学の関数解析学周辺分野におけるフレシェ空間（フレシェくうかん、英: Fréchet spaces）は、モーリス・フレシェに名を因む、位相空間の一種である。フレシェ空間は（ノルムの導く距離に関して完備なノルム付き線型空間である）バナッハ空間を一般化するもので、平行移動不変距離関数に関して完備な局所凸空間を言う。バナッハ空間との違いは、その距離がノルムから生じるものでなくともよいことである。
フレシェ空間の位相構造は、バナッハ空間のと比べてノルムがない分だけより複雑なものではあるけれども、ハーン・バナッハの定理や開写像定理、バナッハ・シュタインハウスの定理などの関数解析学における重要な結果の多くが、フレシェ空間においてもやはり成り立つ。
無限階微分可能な関数の成す空間などは、フレシェ空間の典型例である。

## 定義
フレシェ空間の定義には主に大きく二つの流儀があり、ひとつは平行移動不変距離を用いるもので、もうひとつは半ノルムの可算族を用いるものである。
位相線型空間 X がフレシェ空間であるとは、以下の三条件を満たすことを言う：
- X は局所凸である。
- X の位相は平行移動不変距離（即ち、距離関数 d: X × X → R で、任意の a, x, y に対して d(x, y) = d(x+a, y+a) を満たすもの）から導かれる。これは、X の部分集合 U が開集合であることと、U の各点 u に対して適当な ε > 0 を選べば、集合 {v : d(u, v) < ε} が U に含まれるようにできることとが同値であることを意味する。
- X は先の d に関して完備距離空間である。

ここで注意すべきは、フレシェ空間の二点間の距離として自然なものは存在しないことで、多くの異なる平行移動不変距離が同じ位相を誘導しうる。
先の定義とは別に、ある意味でより実用的な定義が以下のように与えられる。位相線型空間 X がフレシェ空間であるとは以下の三条件を満たすことを言う：
- X はハウスドルフ空間である。
- X の位相は半ノルムの可算族 ‖•‖k (k = 0,1,2,…) から誘導される。これは、X の部分集合 U が開であることと、U の各点 u において適当な K ≥ 0 と ε > 0 を選べば、集合 {v : ‖u - v‖k < ε for all k ≤ K} が U に含まれるようにすることができることとが同値となることを意味する。
- X はこの半ノルム族に関して完備である。

半ノルム族で定義されるフレシェ空間 X においては、X 内の点列 (xn) が x に収束することと、その点列が所与の半ノルムの各々に関して x に収束することとが同値になる。

## フレシェ空間の構成法
半ノルム ǁ ⋅ ǁ とはベクトル空間 X から実数全体の成す集合への写像で、任意のベクトル x, y とスカラー c について、以下の三条件
{\displaystyle \|x\|\geq 0,}
{\displaystyle \|x+y\|\leq \|x\|+\|y\|,}
{\displaystyle \|c\cdot x\|=|c|\|x\|}
を満たすもののことであったのを思い出そう。ここでさらに ǁxǁ = 0 が実は x = 0 を導くならば ǁ ⋅ ǁ はノルムになるが、以下の如くフレシェ空間の構成を可能にするという点において半ノルムのほうが有効である。
フレシェ空間の構成にあたって、ベクトル空間 X と X 上の半ノルム族 ǁ ⋅ ǁk で以下の二性質を満たすものから始めるのが典型的である。
- 点 x ∈ X が ǁxǁk = 0 を全ての k ≥ 0 に対して満たすならば x = 0 である。
- X 内の点列 (xn) が各半ノルム ǁ ⋅ ǁk に関してコーシー列を成すならば、適当な点 x ∈ X が存在して (xn) が各半ノルム ǁ ⋅ ǁk に関して x に収束する。

このとき、これらの半ノルムから（上述の如く）導かれる位相によって X はフレシェ空間になる。実際、半ノルムに関する条件の前者からはハウスドルフ性が、後者からは完備性がそれぞれ保証される。これと同じ位相を誘導する平行移動不変かつ完備な距離関数を
{\displaystyle d(x,y)=\sum _{k=0}^{\infty }{\frac {\|x-y\|_{k}}{1+\|x-y\|_{k}}}\;2^{-k},\quad (x,y\in X)}
で定義することができる。
関数 u → u/(1+u) は [0, ∞) を単調に [0, 1) に写すことに注意すれば、故に上記定義からは d(x, y) が「十分小さい」ことと「十分大きな」K が存在して k = 0, …, K に対する ǁx - yǁk が何れも「小さい」こととが同値になることが保証されることがわかる。

## 例
- 任意のバナッハ空間は、ノルムが平行移動不変距離を導き、ノルムの導く距離に関して完備であるから、フレシェ空間である。
- 無限階微分可能関数 ƒ: [0,1] → R 全体の成すベクトル空間 C∞([0, 1]) は、非負整数 k で添字づけられる半ノルム族{\displaystyle \|f\|_{k}=\sup\{|f^{(k)}(x)|:x\in [0,1]\}}によってフレシェ空間になる。ただし、ƒ(k) は ƒ の k-階導関数で ƒ(0) = ƒ とする。このフレシェ空間において、関数列 (ƒn) が C∞([0, 1]) の元 ƒ に収束する必要十分条件は、各非負整数 k に対して関数列 (f(k)
n) が ƒ(k) に一様収束することである。
- 無限階微分可能関数 ƒ: R → R 全体の成すベクトル空間 C∞(R) は、非負整数 k, n ≥ 0 で添字づけられる半ノルム族{\displaystyle \|f\|_{k,n}=\sup\{|f^{(k)}(x)|:x\in [-n,n]\}}に関してフレシェ空間を成す。
- m-回連続的微分可能関数 ƒ: R → R 全体の成すベクトル空間 Cm(R) は、非負整数 n ≥ 0 および k = 0, …,m で添字づけられる半ノルム族{\displaystyle \|f\|_{k,n}=\sup\{|f^{(k)}(x)|:x\in [-n,n]\}}によってフレシェ空間になる。
- H を整関数（ガウス平面上至る所正則な関数）全体の成すベクトル空間とすると、半ノルム族{\displaystyle \|f\|_{n}=\sup\{|f(z)|:|z|\leq n\}}によって H はフレシェ空間を成す。
- H を指数型 τ の整関数全体の成す空間とすると、半ノルム族{\displaystyle \|f\|_{n}=\sup _{z\in \mathbb {C} }\,\exp \!\left(-\left(\tau +{\frac {1}{n}}\right)|z|\right)|f(z)|}によって H はフレシェ空間になる。
- M をコンパクト C∞-多様体、B をバナッハ空間とすると、無限階微分可能写像 ƒ: M → B 全てからなる集合 C∞(M, B) は、各関数の任意の偏導関数のノルムの上限を半ノルムとしてフレシェ空間になる。また、M が（必ずしもコンパクトでない）C∞-多様体で、コンパクト部分集合からなる可算列 Kn で尽くされる（従って M の任意のコンパクト部分集合が少なくとも一つの Kn に含まれる）ならば、各空間 Cm(M, B) および C∞(M, B) は自然な仕方でフレシェ空間になる。実は、どんな有限次元の滑らかな多様体 M も同様のコンパクト部分集合の入れ子になった和に分解できる。リーマン計量 g があるならば、それが導く距離を d(x, y) とし、M の点 x を選んで、{\displaystyle K_{n}=\{y\in M|d(x,y)\leq n\}}とすればよい。M をコンパクト C∞-多様体、V を M 上のベクトル束とし、M 上定義された V の滑らかな切断全体の成す空間を C∞(M, V) で表す。接束 TM および束 V 上の（存在が保証された）リーマン計量および接続を選んで固定する。切断 s と、その j-階共変導関数 Djs に対して{\displaystyle \|s\|_{n}=\sum _{j=0}^{n}\sup _{x\in M}|D^{j}s|}（右辺の |⋅| は リーマン計量の導くノルム）と定めると、この半ノルム族に関してC∞(M, V) はフレシェ空間になる。
- 実数列空間 Rω は、数列の第 k-項の絶対値を k-番目の半ノルムとしてフレシェ空間になる。このフレシェ空間における収束は各項収束を意味する。

完備な平行移動不変距離を持つベクトル空間のすべてがフレシェ空間になるわけではない。例えば、p < 1 に対する Lp([0, 1]) は局所凸ではないのでフレシェ空間でない（F空間になる）。

## 性質および諸概念
フレシェ空間に連続ノルムが存在するときには、半ノルム族の各半ノルムに連続ノルムを加えて、ノルムにすることができる。C∞([a,b]) や X がコンパクトなときの C∞(X, V) あるいは H などのバナッハ空間はノルムを持っているが、 Rω や C(R) は持っていない。
フレシェ空間の閉部分空間はフレシェ空間である。また、フレシェ空間の閉部分空間による商はフレシェ空間である。フレシェ空間の有限個の直和もフレシェ空間になる。
ベールの範疇定理に基づく関数解析学の重要な主張のいくらかはフレシェ空間においても成立する。例えば、閉グラフ定理、開写像定理など。
X と Y がともにフレシェ空間のとき、X から Y への連続線型作用素全体の成す空間 L(X,Y) は自然にフレシェ空間になることはない。これはバナッハ空間論とフレシェ空間論との大きな違いであり、フレシェ空間上の写像の連続的微分可能の定義を改めることが必要となる（ガトー微分）：
X と Y がフレシェ空間、U が X の開部分集合とし、写像 P: U → Y および x ∈ U, h ∈ X をとる。写像 P が点 x において h の方向へ微分可能であるとは、
{\displaystyle D(P)(x)(h)=\lim _{t\to 0}\,{\frac {1}{t}}{\Big (}P(x+th)-P(x){\Big )}}
なる極限が存在することを言う。さらに写像 P が U において連続的微分可能であるとは
{\displaystyle D(P):U\times X\to Y}
が連続であることとする。フレシェ空間の積はやはりフレシェ空間になるので、さらに D(P) を微分することを考えることができて、この方法論で P の高階導関数を定義することができる。
P(ƒ) = ƒ′ で定義される微分作用素 P: C∞([0,1]) → C∞([0,1]) はそれ自身無限階微分可能であり、一階導関数は C∞([0,1]) の任意の二元 ƒ および h に対して
{\displaystyle D(P)(f)(h)=h'}
で与えられる。これはフレシェ空間 C∞([0,1]) の（有限な k に対する）バナッハ空間 Ck([0,1]) に対する優位性である。
連続的微分可能写像 P: U → Y に対して、微分方程式
{\displaystyle x'(t)=P(x(t)),\quad x(0)=x_{0}\in U}
は解を持たないかもしれないし、持ったとしても必ずしも一意ではない。これもバナッハ空間の場合との明確な違いである。
逆写像定理はフレシェ空間においては成り立たない（部分的にはナッシュ・モーザーの定理で置き換えられる）。

## フレシェ多様体とリー群
（通常の多様体が局所的にユークリッド空間であるのと同様にして）「局所的に」フレシェ空間であるような空間としてフレシェ多様体の概念を考えることができる。またリー群の概念をフレシェ多様体に対するものへ拡張することもできる。これは例えば（通常の）コンパクト C∞-多様体 M が与えられれば、その上の C∞-微分同相 ƒ: M → M の全体が、いま言った意味での一般化されたリー群を成すことから有用で、この意味でのリー群によって M の対称性の群をとらえることができるようになる。リー群とリー環との間の関係も、いくらかはこの拡張された意味のリー群についても成り立つ。

## 一般化
フレシェ空間に対して局所凸という条件を落とせば、F空間が得られる（これはつまり、平行移動不変で完備な距離を持つベクトル空間である）。
LF空間はフレシェ空間の可算帰納極限として得られる。